# Courtney Shealy
Courtney Shealy (n. 12 decembrie 1977, Columbia, Carolina de Sud, SUA) este o înotătoare ce a reprezentat Statele Unite ale Americii, medaliată olimpică. A participat la o ediție a Jocurilor Olimpice (2000) în care a câștigat 3 medalii de aur.